# Matsushige
Matsushige (japanska: 松茂町?, Matsushige-chō) är en landskommun (köping) i Tokushima prefektur i Japan. 
Kommunen är en förort till Tokushima. Här ligger Tokushimas flygplats med inrikestrafik. Den är även en flygbas för Japans maritima självförsvarsstyrkor. 